# Villardeciervos
Villardeciervos é um município da Espanha na província de Zamora, comunidade autónoma de Castela e Leão, de área 85,35 km² com população de 515 habitantes (2004) e densidade populacional de 6,03 hab/km².

## Demografia
| Variação demográfica do município entre 1991 e 2004 | Variação demográfica do município entre 1991 e 2004 | Variação demográfica do município entre 1991 e 2004 | Variação demográfica do município entre 1991 e 2004 |
| --------------------------------------------------- | --------------------------------------------------- | --------------------------------------------------- | --------------------------------------------------- |
| 1991                                                | 1996                                                | 2001                                                | 2004                                                |
| 600                                                 | 585                                                 | 529                                                 | 515                                                 |